# 埤崙屢豐宮
24°50′13″N 121°16′54″E / 24.836947°N 121.281608°E
埤崙屢豐宮，俗稱水中土地公，是位於臺灣桃園市大溪區福安里、頭寮大埤水中央的土地祠。

## 景觀
埤崙屢豐宮位在台七線往大溪慈湖方向，在慈湖加油站轉進入一旁兩公里道路的頭寮大埤上。廟位在該埤水4樓高的圓形人工島嶼上，水泥基座達十公尺。池水水位高時，只能見到此廟屋頂，甚至會沒入水中，成為相當特殊的景象；池水放乾後，靠近土地公基座部分還有一至兩公尺水深，但可以徒步到廟宇附近。廟身建築則為傳統農村社會時代中土地公廟的典型。
此祠興建於台灣清治時期。早期先民分佔山谷兩側落腳墾荒，在谷中選擇高凸地建立此廟，為大溪頭寮地區的開庄土地祠。在頭寮大埤未開闢之前，地方上有該祠與另外兩座土地祠。
1967年，桃園農田水利會為灌溉大溪三層地區農田，修築新福圳以擴建原有溜池成頭寮大埤，並串聯附近的牛角南埤、龍過脈埤、新埤及白石埤等水源。由於屢豐宮也在頭寮大埤蓄水範圍內，民眾原欲遷此廟到竹篙厝產業道路旁的福昌宮，但擲筊結果都為否定。大埤施工期也屢發生機具故障之事。施工單位因應民情，改採將廟地原地升高作法，才使擴建埤塘工程得以順利進行。其後為方便埤塘兩岸居民出入方便，頭寮大埤中間再築一道堤防做通路，因此分為上游的新福圳1-1號池，以及下游、此廟所在的新福圳1號池。
2000年時12月21日，大溪鎮公所主任祕書林首隨當地福安里長許漢宗、池主郭朝雄勘查此廟後，向記者傳達將向水利會爭取列為大溪的觀光據點。大溪鎮公所表示由於水中土地公廟相當少見，週邊還有賞鳥景點、健行古步道，希望與農田水利會合作共同開發觀光，結合慈湖陵寢、頭寮陵寢，連成觀光帶。　
2001年5月9日出版的《大溪土地公尋跡》，將此廟景作為封面。

## 信仰
昔日神明稱為「埤崙土地公」，祭祀區域涵蓋頭寮、頂寮和溪洲山脈等整座山谷。每初一、十五和土地公生辰等重要日子，信徒會僱一艘小船，載著鮮花素果，登島祭拜後再乘船回到岸上，遙遙向土地公道別。除當地民眾外，鮮有外人前往上香祈福。桃園農田水利會人員趁每年二期稻作休耕對池水放乾歲修時，民眾能走路前往祭拜；或是乾旱時間，如2014年12月時。
有一年池水暴漲淹到此廟，當年即發生水利會與居民佔地爭訟糾紛。還有一次土地公廟周邊土堤崩落，意外發生養殖戶轎車落水、女童溺斃和池內魚群大量暴斃等情事。這些事情引起地方人士惶恐不安，遂再將廟基升高，整修廟旁四周土堤。